# Szentgyörgy (Horvátország)
Szentgyörgy (horvátul Sveti Juraj, ismert Jurjevo néven is) település Horvátországban, Zenggtől 10 km-re délre, Lika-Zengg megyében.

## Fekvése
A Velebit-hegység lábánál a tengerparton a Gradina-hegy és a Lisac-sziget közötti öbölben fekszik. Kikötője jól védett a nyugati szelektől, de a Velebit-hegység felől fújó bórával szemben nem.

## Történelme
A mai Szentgyörgytől fentebb egy történelem előtti település, Lopsica maradványai találhatóak. Ezt a római időkben Municipio Lupsicaként említik. A várost egy kőhíd kötötte össze a szembeni Lisac-szigettel. Maradványai a mai napig is láthatóak, de nagy részét elnyelte a tenger. A 12. században Szentgyörgyön egy bencés kolostor épült, ezt a 15. században Szent Fülöp és Jakab templomával bővítették ki. A  török támadásai a lakosságot arra kényszerítették, hogy elhagyják a települést, mely csak a 18. századra népesült be újra, ekkoriban épült meg a Szent György-templom is, amelyről a falu a nevét kapta. A falunak 1857-ben 553, 1910-ben 668 lakosa volt. 1920-ig Lika-Korbava vármegye Zenggi járásához tartozott. Ezt követően előbb a Szerb–Horvát–Szlovén Királyság, majd Jugoszlávia része lett. Jugoszlávia felbomlása után 1991-ben a független Horvátország része lett. 2011-ben 604 lakosa volt.

## Lakosság
| Lakosság változása | Lakosság változása | Lakosság változása | Lakosság változása | Lakosság változása | Lakosság változása | Lakosság változása | Lakosság változása | Lakosság változása | Lakosság változása | Lakosság változása | Lakosság változása | Lakosság változása | Lakosság változása | Lakosság változása | Lakosság változása |
| ------------------ | ------------------ | ------------------ | ------------------ | ------------------ | ------------------ | ------------------ | ------------------ | ------------------ | ------------------ | ------------------ | ------------------ | ------------------ | ------------------ | ------------------ | ------------------ |
| 1857               | 1869               | 1880               | 1890               | 1900               | 1910               | 1921               | 1931               | 1948               | 1953               | 1961               | 1971               | 1981               | 1991               | 2001               | 2011               |
| 553                | 632                | 481                | 674                | 704                | 668                | 489                | 577                | 559                | 604                | 683                | 745                | 687                | 691                | 692                | 604                |

## Nevezetességei
- A település déli részén a Gradina-hegyen a japodok által épített erődített település maradványai találhatók. A Gradinán 1. és 2. századi hamvasztásos római temetőt is feltártak. Ugyancsak láthatók a 17. századi erődítések maradványai is.
- Dražicán az iskola és a főút között a vaskori japod település temetőjét, az i. e. 10 és 6. század közötti sírokat tártak fel.
- A Ratnicki nevű helyen találhatók az ókori kikötő és a kövekből épített töltés maradványai.
- Lopsica római város és kikötőjének maradványai a tengerparton részben a mai napig is láthatóak, de a romok nagy részét elnyelte a tenger.
- Lisac-szigetén prehisztorikus erődítmény romjai ókori kerámia leletekkel.
- A régi Szent György-templom maradványai a falu kikötőjében
- A mai Szent György-plébániatemplom[4] 1856-ban épült, a faluban egy enyhe dombon található. Egyhajós, keletelt tájolású épület, a hajónál szűkebb, téglalap alakú szentéllyel, a szentély déli oldalán sekrestyével, homlokzatán oromzatos harangtoronnyal. A templom berendezése késő barokk. A polikróm fából készült főoltárt Szent Györgynek szentelték, míg a két mellékoltár Jézus Szíve és a Lourdes-i Szűzanya tiszteletére van szentelve. A berendezés említésre méltó része még a szószék. A templomot Ante Talatina festő festette ki 1912-ben. 1906-ban vásárolták az orgonát, amely ma is használatban van. A levéltári adatok szerint a templom 1856-ból származik, stílusjegyeit tekintve késő barokk. A templom az építészeti és történelmi értékek mellett berendezését tekintve regionális viszonylatban is jelentőségteljes.
- A Spasovac-öbölben 1364 körül épített Szent Szpaszának (Sv. Spasa) szentelt kolostor maradványai találhatók. A kolostor virágkorát a 15. században élte, amikor a Frangepánok bőkezű adományokkal támogatták.A 16. században a török támadások következtében lakói elhagyták. Falain töredékesen megmaradtak a középkori falfestés nyomai, mely kétségtelenné teszi az épületek funkcióját. Spasovacon római település és kikötő maradványait is megtalálták.
- A Kalic-öbölben prehisztorikus sírokat találtak, melyek egy korabeli településhez tartoztak.
- A falu határában több prehisztorikus erődített település is állt. Ilyenek a Torina, Lijaševica, Jablanova, Raca, Celinka, Samograd, Duboka, Zagon és Biopolje nevű várhelyek.
- Az itteni őskori település és a római Lopsica municipium területén a 12. század végén bencés kolostort, majd később Szent György tiszteletére gótikus templomot építettek. Ennek maradványai a kikötő déli oldalán, a Glavica-hegy lábánál találhatók. Valószínűleg a 18. századtól kezdve titulusát Szent Fülöp és Jakabra változtatták. A templom a hajóból, a téglalap alakú szentélyből, a hajó déli oldalán található kápolnából, valamint a szentély és a kápolna közötti sarokban található sekrestyéből állt. A szentély hátsó falának meghosszabbításában folytatódik egy fal, amely egykor része lehetett valamilyen épület külső falának, ma pedig a temető körüli kerítésfal része. A templom belsejében végzett régészeti feltárások során egy még ősibb épület maradványait tárták fel.[5]